# Choix du Premier ministre français
Le choix de nomination du Premier ministre français est, sous la Cinquième République, une prérogative du président de la République en vertu de l'article 8 de la Constitution.
L'Article 49 de la Constitution de la Cinquième République donne cependant à l’Assemblée nationale le pouvoir de censurer un gouvernement via une motion de censure, mais les assemblées découlant de l'ensemble des élections organisées depuis 1962 n'avaient pas trouvé de majorité pour en voter une.
Ce pouvoir peut s'exprimer soit dans le cas d'une majorité absolue au Parlement, dissuadant le président de choisir un Premier ministre hors de cette majorité, ce qui s'est produit lors des périodes de cohabitations de 1986, 1993 et 1997, soit par le vote conjoint d'une motion de censure par plusieurs oppositions représentant plus que la moitié du Parlement ce qui s'est produit le 4 décembre 2024 avec 331 voix, près d'une cinquantaine de plus que les 288 requises.

## Constitution
L'article 8 de la Constitution fait de la nomination du Premier ministre, une prérogative du président de la République, mais cet article, long de 9 mots, seulement parle explicitement de nomination, pas de choix.
Si "la nomination du Premier ministre est un pouvoir discrétionnaire du Président de la République, la marge de manœuvre du Président de la République dépend des rapports de force au Parlement", selon une synthèse d'avis de constitutionnalistes. Jusqu'en 1988, les présidents ont toujours pu se reposer sur une majorité absolue à l'Assemblée.
Plusieurs fois depuis le début de la Cinquième République, la nomination s'est dans la pratique décidée sous d'autres critères que la préférence du président, en particulier des contraintes politiques, en vertu de calculs politiques ou en raison de promesses de campagne.
La question de l’interprétation de cet article 8 de la Constitution s'est en particulier posée en 2024.

## Présidence de Charles de Gaulle

### Gouvernement Michel Debré
Michel Debré fait partie des fidèles de Charles de Gaulle, et est l'un des architectes de la Constitution française du 4 octobre 1958.

### Gouvernement Georges Pompidou 1 (avril-décembre 1962 )
Georges Pompidou est nommé Premier ministre par Charles de Gaulle en remplacement de Michel Debré, avec lequel les désaccords politiques s'étaient accumulés. De Gaulle est convaincu de la fidélité de Pompidou, qu'il charge d'agir en tant que « super-chef de cabinet ».

### Gouvernement Georges Pompidou 2 (décembre 1962-janvier 1966)
Georges Pompidou est à nouveau nommé Premier ministre par Charles de Gaulle après la nette victoire de la majorité résultant des élections législatives anticipées causées par la dissolution de l'Assemblée consécutive à la chute du gouvernement Georges Pompidou (1).

### Gouvernement Georges Pompidou 3 et 4 (janvier 1966-juillet 1968)
Ils suivent la réélection en décembre 1965 du Général de Gaulle.

### Gouvernement Maurice Couve de Murville (juillet 1968-juin 1969)
Charles de Gaulle souhaite remplacer Georges Pompidou du fait de désaccords et de la place qu'il avait prise dans le dispositif gouvernemental.
Maurice Couve de Murville, qui travaille aux côtés de Charles de Gaulle depuis plusieurs années, arrive ainsi au pouvoir quelques jours après les accords de Grenelle qui ont mis fin au vaste mouvement de grève de Mai 68.
Charles de Gaulle écrit de lui qu'« au milieu des problèmes qui se mêlent et des arguments qui s'enchevêtrent, il distingue aussitôt l'essentiel de l'accessoire, si bien qu'il est clair et précis dans des matières que les calculs rendent à l'envi obscures et confuses. Il a l'expérience, ayant, au cours d'une grande carrière, traité maintes questions du jour et connu beaucoup d'hommes en place. Il a l'assurance, certain qu'il est de demeurer longtemps au poste où je l'ai appelé. Il a la manière, habile à prendre contact en écoutant, observant, notant, puis excellant, au moment voulu, à formuler avec autorité la position dont il ne se départira plus ».

## Présidence de Georges Pompidou

### Gouvernement Jacques Chaban-Delmas
Jacques Chaban-Delmas, qui procède d'emblée à la dévaluation du franc de 12,5 % le 8 août 1969, représente la caution des gaullistes historiques, l'ouverture vers les syndicats et une « Nouvelle société » — présentée comme une variante française des « nouvelles frontières » proposées par John Kennedy — aux États-Unis.
Dans cet esprit, le cabinet du Premier ministre accueille des personnalités de centre-gauche, le mendésiste Simon Nora, et l'ex-syndicaliste CFTC Jacques Delors, chargé des questions sociales, qui fait voter une loi sur l'actionnariat ouvrier chez Renault (1969) et encourage la signature le 9 juillet 1970 du premier accord national interprofessionnel (ANI), sur la formation et le perfectionnement professionnel, par la CGPME et le CNPF ainsi que par les cinq organisations salariales (CGT, CFDT, CFE-CGC, CFTC et FO).
Il s'agit de rappeler les avancées des accords de Grenelle mais sans grèves, une loi Anticasseurs  de 1970 réprimant l'agitation gauchiste tandis que la loi sur les regroupements de communes (1971) promeut des économies administratives.

### Gouvernement Pierre Messmer (juillet 1972-avril 1973)
Pompidou se passionnant lui aussi pour la politique économique et industrielle, pour la première fois des conseils restreints se tiennent souvent à l’Élysée. Les divergences entre le Premier ministre et le président — soutenu par la majorité des députés de l’UDR — s’accumulent. Une partie des députés UDR craint de voir l’électorat conservateur s’éloigner d’eux.
Face à des députés UDR hostiles, début mai 1972, Chaban-Delmas aurait demandé à Pompidou ainsi son soutien : « Soutenez-moi ou mettez-moi à la porte » ; Pompidou lui aurait répondu : « Demandez donc un vote à l’Assemblée. On verra bien, vous n’avez rien à perdre. »[réf. nécessaire] Le 24 mai 1972, Chaban-Delmas reçoit un vote de confiance massif des députés (368 voix contre 96). Mais moins de deux mois après, c'est le gouvernement Pierre Messmer qui lui succède.

## Présidence de Valéry Giscard d'Estaing

### Gouvernement Jacques Chirac

#### Le ralliement de Jacques Chirac récompensé par VGE
Le décès du président Georges Pompidou deux ans avant la fin de son mandat déclenche l'élection présidentielle française de 1974. Le contexte est celui d'une forte progression de la gauche dans les sondages préparatoires à cette élection présidentielle, qui se termine par le plus faible écart (1,62%) de toutes celles organisées sous la Ve République
Valéry Giscard d'Estaing est élu de justesse, après s'être qualifié pour le second tour grâce au soutien d'un jeune gaulliste, Jacques Chirac qu'il nomme ensuite Premier ministre. En cours d'élection présidentielle, il s'est inscrit en opposition au candidat désigné par son propre parti, Jacques Chaban-Delmas, qui avait été le Premier ministre du président Georges Pompidou entre 1969 et 1972 et qui réalise  au premier tour un score jugé très décevant.
La nomination de Jacques Chirac est ainsi acceptée même s'il n'est pas le chef de ce parti, resté dominant au sein de la droite à l'issue des législatives de 1973. Certains politistes considèrent que cette situation, un Président libéral et atlantiste choisissant comme Premier ministre un gaullo-pompidolien, serait une forme de cohabitation primitive, mais tous deux sont soutenus par la même majorité.

### Gouvernement Raymond Barre

#### La compétence technique au service du projet de réélection
Jacques Chirac démissionne au cours de l'été 1976, en pleine crise monétaire européenne. En nommant pour lui succéder Raymond Barre, un économiste alors non engagé directement en politique, Valéry Giscard d'Estaing veut envoyer un signal de maîtrise de la situation, concrétisé dès septembre 1976 par le Plan Barre.

## Présidences de François Mitterrand

### Pierre Mauroy (1981-1984)

#### Un compagnon de longue date
Le Président de la République nouvellement élu choisit Pierre Mauroy du fait de son amitié avec lui et de leur communauté de vues, perçus comme un gage de cohésion dans la nouvelle équipe dirigeante.

### Laurent Fabius (1984-1986)

#### Les suites de la défaite aux européennes de 1984
La nomination de Laurent Fabius, présenté comme un technocrate bon gestionnaire, fait suite à la double défaite de la gauche aux européennes de 1984, le PS comme le PCF perdant beaucoup de terrain, tandis que le Front national obtient près de 10%. Laurent Fabius équilibre les différents courants du PS tout en symbolisant le renouvellement et la jeunesse auprès des Français.

#### Une gouvernance en retrait
Avec Laurent Fabius, qu'il considère comme le meilleur des socialistes, le Président peut insuffler les grandes lignes au gouvernement tout en laissant le Premier ministre le gérer et le diriger. Le caractère technocrate de Laurent Fabius, perçu par les Français, renforce sa réputation d'homme politique fiable et efficace. Le Monde écrit ainsi que le Président a choisi « un Premier ministre qui sera son double » ; le Quotidien de Paris titre « Mitterrand se nomme à Matignon ». Le calcul politique semble toutefois ne pas être totalement réussi, car plus de quatre mois après sa nomination, l'action de Laurent Fabius est considérée comme satisfaisante par 49% des interrogés par la SOFRES, tandis que seuls 37% jugent au même moment faire confiance au Président Mitterrand. L'« effet Fabius » reste limité, car il ne profite pas au Président, ni au Parti socialiste. Alain Duhamel note que « La mise en orbite de la fusée Fabius est un succès dont la planète présidentielle ne bénéficie en rien ».

### Jacques Chirac (cohabitation) (1986-1988)

#### Une contrainte parlementaire claire
Lors des élections législatives françaises de 1986, l'avance de la coalition de droite sur la gauche est modeste, deux points et demi, mais significative, et sa majorité courte, avec 290 sièges soit 13 de plus que requis. Mais le choix du Premier ministre est simplifié par le fait qu'au sein de la droite, le RPR parti de Jacques Chirac, réalise trois points de plus que l'UDF, ce qui lui donne 23 députés de plus (76 contre 53), la plus grande parti des députés de droite, soit 147, ayant été élu sur des listes communes.
François Mitterrand nomme ainsi Jacques Chiracn avec qui il trouve une forme d'accord non-écrit pour conserver ses prérogatives en termes de Défense et de politique extérieure, dans ce qui est la première cohabitation de la Ve République.

#### Une stratégie pour l'élection de 1988
La nomination de Jacques Chirac est faite, outre sous cette contrainte parlementaire, dans le cadre d'une stratégie d'usure en vue de l'élection présidentielle de 1988. Le Président considère qu'en le nommant à Matignon et en ne gouvernant plus, son propre capital sympathie augmentera. Il déclare à ses proches « Le plus dur d'entre tous, c'est Chirac. C'est donc le plus dur qu'il faut prendre. Pour lui casser les reins en l'usant au pouvoir ».

### Michel Rocard (1988-1991)
Les élections législatives françaises de 1988 voient élue une assemblée nationale pour la première fois depuis 1962 sans majorité absolue, bien que la majorité relative du PS en soit très proche.

#### Une nomination dans l'air de la campagne
La réélection de François Mitterrand à la suite de l'élection présidentielle française de 1988 est portée par une ouverture sur les partis centristes. Le Président décide, pour rester dans l'air de sa campagne, de nommer Michel Rocard. Il est à l'époque considéré par 32% des Français comme le plus "premier-ministrable" selon un sondage IPSOS du 8 mai 1988.

#### Un calcul politique visant à écarter Rocard
Michel Rocard s'étant présenté depuis 1980 comme un adversaire de François Mitterrand, et comme le chef d'un courant fort au Parti socialiste, le Président décide de nommer Rocard en considérant que cela permettrait de le mettre à l'épreuve, et ainsi de le disqualifier définitivement comme homme d’État s'il échouait. Il confie ainsi à ses proches qu'il souhaite « leve[r] l'hypothèque Rocard ». En 1995, il confie que c'était pour lui une erreur que de le nommer, mais qu'il « craignai[t] qu'il ne provoque une cassure, une scission du Parti socialiste [...] Aucun socialiste n'était plus populaire. Je me suis laissé un peu intoxiquer par la vox populi [...] J'aurais très bien pu nommer Bérégovoy ou Fabius ».

### Édith Cresson (1991-1992)

#### Une volonté de marquer l'Histoire en créant une rupture nette
L'objectif du président en nommant Édith Cresson plutôt que Robert Badinter et Roland Dumas est double. Tout d'abord, il s'agit de marquer une rupture avec les années Rocard, Cresson étant une anti-technocrate, et donc l'inverse de Rocard. Aussi, après avoir nommé le plus jeune Premier ministre de la Cinquième République, François Mitterrand a voulu nommer la première femme à ce poste.

#### Une stratégie pour imposer des ministres
Le poids politique d’Édith Cresson étant faible (car, contrairement à Mauroy, Fabius, Chirac et Rocard, elle n'était à la tête ni d'un parti, ni d'un courant), François Mitterrand se laissait une grande marge de manœuvre pour intervenir dans les dossiers qu'il souhaitait, tout en imposant ses ministres au gouvernement, tels que Pierre Bérégovoy, Philippe Marchand et Roland Dumas, dont Édith Cresson ne voulait pas.

### Pierre Bérégovoy (1992-1993)

#### Avant les législatives
Le président perçoit le gouvernement précédent comme un échec, et l'approche des élections législatives de 1993 sème le désordre et la désobéissance dans les rangs socialistes à l'Assemblée nationale. En nommant Pierre Bérégovoy, qui est connu pour avoir géré les Finances avec poigne par le passé, le président cherche à remettre de l'ordre dans la majorité et à minimiser la déroute électorale à venir.

#### Un militant socialiste aguerri
En tant que seul Premier ministre d'origine prolétarienne de la Cinquième République, et en tant que militant politique de longue date, Bérégovoy dispose de l'aura nécessaire pour imposer l'ordre au sein du gouvernement et de la frêle majorité, dont Édith Cresson ne disposait pas. Sa réputation à la tête du ministère des Finances lui permet d'avoir une réputation de ministre efficace et ainsi de prétendre légitimement à Matignon[réf. nécessaire].

### Édouard Balladur (deuxième cohabitation) (1993-1995)

#### Le RPR divisé et à égalité avec l'UDF, deux ans avant une présidentielle
La majorité de droite élue aux élections législatives est l'une des plus larges sous la Cinquième République, avec 484 députés et le Président de la République peut difficilement opter pour un Premier ministre en dehors. Plutôt que nommer comme en 1986 Jacques Chirac, il fait savoir sa préférence, avant même le premier tour, pour Edouard Balladur (RPR), saisi par le "goût du pouvoir".
Selon le manuel d'institutions politiques de Caroline Benoist-Lucy, Philippe Ardant, et Simon-Louis Formery, cette nomination d'Édouard Balladur en 1993 présente un cas différent des deux autres cohabitations, celles de 1986 et 1997, car elle a montré qu'il pouvait "exister une certaine latitude d'action" pour le président de la République, d'autant que le RPR était divisé car « nombre de ses élus penchaient pour Edouard Balladur », dont l'UDF partageait « à peu près » tous les choix, selon le politologue Alain Duhamel.
L'UDF a finalement obtenu exactement la moitié des 484 députés de la majorité, et avait une chance de faire encore mieux, selon l'éditorial publié dix jours avant le premier tour des législatives, par Jean-Marie Colombani, dans Le Monde. Il y estime cependant que François Léotard (UDF) ne pourrait être appelé à Matignon que si l'UDF arrivait "nettement en tête au sein de la droite", et à condition aussi que François Mitterrand et Jacques Chirac s'accordent pour "éviter la solution Valéry Giscard d'Estaing", l'ex-président de la République qui revient dans le paysage et semble même aspirer à se présenter à la présidentielle de 1995.
Ce dernier a mené "une campagne de chef de parti" et soutenu "exclusivement des candidats UDF", notamment ceux opposés au 1er tour à des RPR. Il apparait selon Jean-Marie Colombani comme un président "virtuel", qui semble d'accord avec François Mitterrand sur le futur choix d'Edouard Balladur.
Pour asseoir son influence, Valéry Giscard d'Estaing convoite, avant le 1er tour, la présidence de l'Assemblée. Mais ce poste lui est ravi par un pur chiraquien, Philippe Séguin, qui devient immédiatement le pilier de la future candidature, à la présidentielle de 1995, sur le thème de la "fracture sociale", de Jacques Chirac, qui aurait compris en 1993 que son passage à Matignon entre 1986 et 1988 l’avait desservi à l’approche de celle de 1988[réf. nécessaire]. Balladur forme lui un gouvernement où il "réduit les chiraquiens à la portion congrue" et "ne prend plus le maire de Paris au téléphone".

#### Un accommodement du Président de la République
Du fait de sa maladie qui le ronge, le Président Mitterrand souhaite une cohabitation "de velours" ; or, le président connaît le respect d'Edouard Balladur pour la fonction présidentielle, ses compétences (il avait été Secrétaire général de l'Elysée sous Georges Pompidou), et son acceptation de longue date de la cohabitation.

## Présidence de Jacques Chirac

### Lionel Jospin (troisième cohabitation)
Une contrainte politique
À la suite de la victoire du Parti socialiste aux élections législatives françaises de 1997, le chef de file du parti majoritaire, Lionel Jospin, est choisi comme Premier ministre par le président, qui se met en retrait pour que la responsabilité entière des actions du gouvernement lui incombent.

## Présidence de Nicolas Sarkozy

### François Fillon
Le choix de François Fillon comme Premier ministre par le président Sarkozy répond à l'exigence d'effacement que ce dernier a au sujet du chef du gouvernement. La logique de l'hyperprésidence nécessitait qu'aucune dyarchie n'existe au sommet de l'État, et François Fillon remplissait assez ce rôle pour le président Sarkozy. En plus de cela, le Premier ministre représentait un courant de l'UMP, le gaullisme social.

## Présidence de François Hollande

### Jean-Marc Ayrault
François Hollande choisit dès l'hiver 2011 Jean-Marc Ayrault pour le poste de Premier ministre en cas d'élection. Ayrault, en tant que président du groupe parlementaire socialiste à l'Assemblée nationale, connaissait le parti socialiste et ses députés. Une complicité intellectuelle entre le président et lui est parfois avancée pour expliquer sa nomination.

### Manuel Valls
Manuel Valls est nommé Premier ministre alors qu'il est l'un des hommes politiques les plus populaires à gauche. Avant sa nomination, il est en tête du baromètre des personnalités que les Français souhaitent voir à un plus haut niveau en politique, avec 38% des réponses. L'objectif de sa nomination est d'apporter un nouveau souffle au quinquennat Hollande après la défaite socialiste aux élections municipales de 2014, et de rallier les Frondeurs.

### Bernard Cazeneuve
La nomination de Bernard Cazeneuve à l'hôtel Matignon, présentée comme s'appuyant sur sa réputation de compétence et de sérieux, suit la démission de Manuel Valls, candidat à la Primaire citoyenne de 2017.

## Présidence d'Emmanuel Macron

### Édouard Philippe
Édouard Philippe, maire du Havre et membre des Républicains, est nommé à Matignon le 15 mai 2017, lendemain de l'investiture d'Emmanuel Macron. Il s'agissait de sa première expérience ministérielle. La nomination d'un membre des Républicains permettait de rallier l'aile centriste du parti à la République en marche.
Candidat aux élections municipales de 2020, il est réélu maire du Havre et démissionne du gouvernement le 3 juillet 2020.

### Jean Castex
Après la démission d'Édouard Philippe, Emmanuel Macron nomme le jour même, le 3 juillet 2020, le haut fonctionnaire et élu local Jean Castex au poste de Premier ministre. Son gouvernement est annoncé le 6 juillet 2020. Il est choisi en période de lutte contre la pandémie de Covid-19 alors qu’il était précédemment le coordinateur du premier déconfinement. Les raisons devinées à sa nomination sont son implication dans la gestion de la crise sanitaire et son expérience de terrain en tant qu'élu local.

### Élisabeth Borne
Après l'élection présidentielle française de 2022, le président Macron envisage encore de conserver Jean Castex, considéré comme loyal. Devant la nécessité de lancer une nouvelle dynamique pour son second quinquennat, le président décide finalement de changer de Premier ministre. Christine Lagarde refuse par trois fois le poste, soutenant que si elle quittait la BCE, elle serait remplacée par un faucon qui imposerait l'austérité économique au pire moment. Le choix de Catherine Vautrin, pris début mai, fait l'objet de luttes d'influence au sein du palais de l’Élysée, et l'option est finalement abandonnée.
Après la démission de Jean Castex, Emmanuel Macron nomme le jour même, le 16 mai 2022, la haute fonctionnaire et ancienne ministre de l'Écologie, des Transports puis du Travail Élisabeth Borne au poste de Premier ministre. Elle est choisie peu après la réélection du président Emmanuel Macron et chargée de mener la campagne des élections législatives de 2022.

### Gabriel Attal
Gabriel Attal est nommé au poste de Premier ministre le 9 janvier 2024 par Emmanuel Macron. Âgé de 34 ans, il est la plus jeune personnalité politique française à occuper cette fonction sous la Ve République (le précédent record était détenu par Laurent Fabius, âgé de 37 ans lors de sa nomination en 1984). Il est par ailleurs la première personnalité ouvertement homosexuelle, à occuper ce poste.

### Michel Barnier
Des législatives anticipées ont lieu trois semaines après la dissolution de l'Assemblée nationale par Emmanuel Macron au soir des élections européennes. Le 7 juillet, soir du 2e tour, Ensemble pour la République n'obtient que 163 sièges, 90 de moins qu'en 2022, et cède sa majorité relative au Nouveau Front populaire, mais qui n'a que 193 sièges, tandis que le Rassemblement national en obtient 143, en incluant renfort d'une quinzaine d'ex-députés LR. Le gouvernement de Gabriel Attal expédie les affaires courantes durant l'été des Jeux olympiques d'été de 2024 de Paris.
Le 5 septembre, cinquante-et-un jours après la fin des législatives, Emmanuel Macron nomme Michel Barnier Premier ministre, après consultations de personnalités politique de tous bords. À 73 ans, c'est le plus âgé de la Ve République. Député, sénateur, et plusieurs fois ministre, il a aussi œuvré à la Commission Barroso II au poste commissaire européen au Marché intérieur de 2010 à 2014. Il avait été éliminé au premier tour du congrès des Républicains de 2021 désignant leur candidat pour l'la présidentielle 2022, arrivé troisième avec 23,9 % des voix.
Renversé trois mois après par une motion de censure votée à 331 voix sur 577, dont celles de la gauche et du RN, il aura été le Premier ministre le plus éphémère de la Ve République. Son choix par Emmanuel Macron, plutôt que celui de Lucie Castets, soutenu par les quatre partis du NFP, avait été qualifié de "faute institutionnelle" par l'ex-président de la République François Hollande, notion qui "n’existe pas en droit constitutionnel" mais pose "la question de la marge de manœuvre" de l'Élysée "dans la nomination d’un Premier ministre en l’absence de majorité absolue". La Constitution ne fait "aucune mention de faute institutionnelle", selon Bruno Daugeron, professeur de droit constitutionnel à l’Université Paris-Cité et on parle, pour la critique de ce choix "plutôt de violation, d’abus ou de manquement", selon Thibaud Mulier, maître de conférences en droit public à l’Université Paris Nanterre.
L’Élysée avait mis en avant la nécessité de former une majorité stable et la plus large possible, l’article 5 de la constitution donnant au Président de la République un "rôle de garant des institutions", mais cet article est "très indéterminé, on peut lui faire dire beaucoup de choses différentes", selon Thibaud Mulier, pour qui "même en perdant il accepte difficilement l’alternance", mettant ainsi en doute son interprétation de son rôle d’arbitre.

### François Bayrou
Il est nommé le 13 décembre 2024 après le renversement de Michel Barnier.

## Filmographie
- Bertrand Delais, Faux semblants ou trop semblables ?, 2013 (documentaire diffusé sur LCP)